# Forsterinaria pilosa
Forsterinaria pilosa is een vlinder uit de onderfamilie Satyrinae van de familie Nymphalidae.
De voorvleugellengte  van de imago bedraagt 23 tot 28 millimeter. De soort komt voor in het noorden en midden van Peru en waarschijnlijk ook in Bolivia.
De wetenschappelijke naam van de soort is voor het eerst geldig gepubliceerd door Peña & Lamas in 2005.